# Bảo tàng Jacek Malczewski ở Radom
Bảo tàng Jacek Malczewski ở Radom (tiếng Ba Lan: Muzeum im. Jacka Malczewskiego w Radomiu) là một bảo tàng tọa lạc tại số 11 Quảng trường chợ, Radom, Ba Lan. Phương châm hoạt động của Bảo tàng là thu thập, lưu trữ, nghiên cứu và triển lãm các hiện vật và kỷ vật có liên quan đến văn hóa Ba Lan trong lĩnh vực khảo cổ, lịch sử, văn học, tự nhiên và nghệ thuật.

## Lược sử hình thành
Ý tưởng thành lập một bảo tàng ở Radom đã nảy sinh từ năm 1913, theo khởi xướng của linh mục Jan Wiśniewski. Cha Jan Wiśniewski đã bàn giao bộ sưu tập của Cha cho Chi nhánh Radom của Hiệp hội Du lịch Ba Lan với điều kiện phải mở một viện bảo tàng. Chiến tranh thế giới thứ nhất bùng nổ đã làm chậm lại quá trình thành lập bảo tàng.
Ngày 18 tháng 3 năm 1923, Bảo tàng được khánh thành trong tòa nhà ở số 54 phố Żeromskiego. Trong thời kỳ chiến tranh, trụ sở của Bảo tàng thường xuyên thay đổi, lần lượt đặt tại: Cung điện Baliński-Hemplów ở số 46 phố Żeromskiego (từ năm 1925), tòa nhà ở số 6 phố Poniatowskiego (từ tháng 3 năm 1930), một ngôi nhà tập thể ở số 8 Phố Grodziej (trước khi Chiến tranh thế giới thứ hai bùng nổ), tòa nhà ở số 9 Phố Żeromskiego (từ năm 1939).
Sau chiến tranh, tháng 5 năm 1945, các bộ sưu tập của Bảo tàng được chuyển đến trưng bày tại tòa nhà ở số 12 Phố Piłsudskiego. Đồng thời, Bảo tàng được tổ chức lại và đổi tên thành Bảo tàng Thành phố. Năm 1949, Bảo tàng được quốc hữu hóa. Bảo tàng được đổi tên thành Bảo tàng Khu vực vào năm 1958, và được chuyển thành Bảo tàng Quận vào năm 1975.
Năm 1991, các bộ sưu tập của Bảo tàng Quận chuyển hẳn sang trụ sở hiện tại. Từ năm 1999, Bảo tàng hoạt động với tên hiện tại.